# Bahnhof Bodorgan
Der Bahnhof Bodorgan bedient den Weiler Bodorgan und das Dorf Bethel auf der Insel Anglesey, Wales. Die Haltestelle ist ein unbesetzter Haltepunkt und dient als Bedarfshalt für Nahverkehrszüge in Richtung Chester und Holyhead entlang der nordwalisischen Küste.

## Geschichte

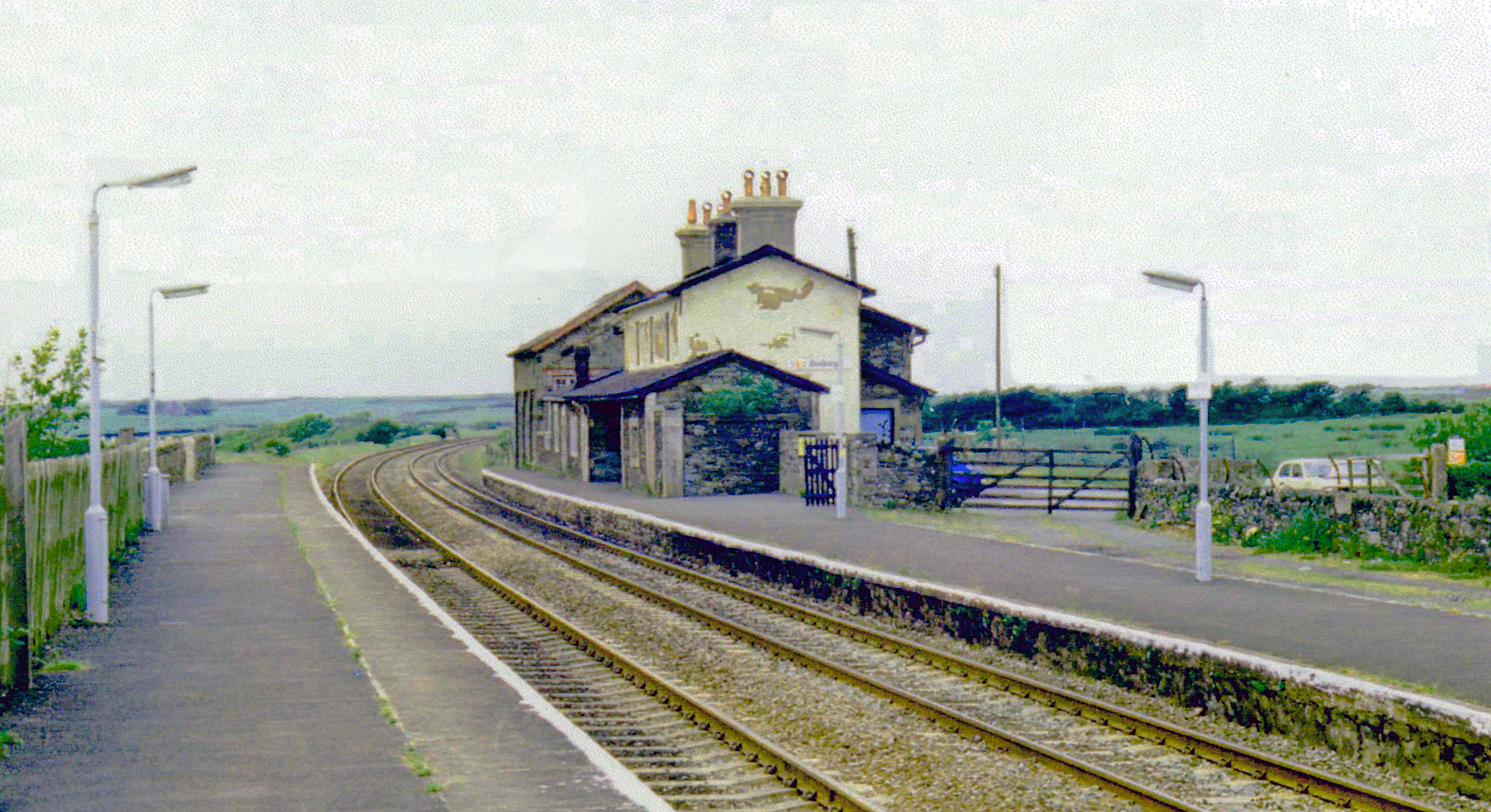
Der Bahnhof im Juni 1986

Der Bahnhof, der ursprünglich Trefdraeth heißen sollte, wurde im Oktober 1849 eröffnet und hatte ein kleines Stellwerk, einen kleinen Güterbahnhof und einen Wasserturm. Der Güterbahnhof wurde im Dezember 1964 geschlossen, aber das Haus des Bahnhofsvorstehers ist erhalten geblieben (und wird heute privat genutzt). Auf beiden Bahnsteigen gibt es Unterstände, die aus Stein gebaut sind.
Am 8. Februar 2011 gegen 05:00 Uhr morgens wurde ein nicht namentlich genannter Mann in der Nähe des Bahnhofs von einem nach Holyhead fahrenden Zug erfasst und starb noch am Unfallort.

## Ausstattung
Der Bahnhof verfügt über die gleiche Ausstattung wie andere Bahnhöfe auf dieser Strecke (CIS-Bildschirme, Fahrplanaushänge und ein Münztelefon). Es gibt jedoch keine Fahrkartenautomaten, so dass diese im Voraus oder im Zug gekauft werden müssen. Beide Bahnsteige sind ebenerdig zugänglich, wobei der Bahnsteig 2 nur über einen Zebrastreifen erreichbar ist und daher mit Vorsicht zu benutzen ist.

## Verkehr
Vom Bahnhof aus verkehren werktags zweistündlich Züge in beide Richtungen. Die meisten Züge in Richtung Osten fahren nach Wrexham General, Shrewsbury und Birmingham International, einige wenige fahren nach Crewe oder Cardiff.
Der Sonntagsverkehr ist unregelmäßig (sechs Züge westwärts, sieben ostwärts) und verkehrt hauptsächlich von/nach Crewe, mit einer einzigen Verbindung nach Wrexham und Cardiff.

## Weitere Literatur
- Mitchell, Vic; Smith, Keith (2011): Bangor to Holyhead. West Sussex: Middleton Press. figs. 42-46. ISBN 978-1-908174-01-7. OCLC 795179106.